# Клим (тысяцкий)
Клим (Климент, Климянт) — новгородский тысяцкий в 1255—1257 гг.

## Тысяцкий
Клим упоминается как тысяцкий под 1255 г. В это время происходили в Новгороде волнения между частью новгородцев и князем Александром Невским. Тысяцкий Клим вместе с владыкой пытался примириться с князем. Однако только после лишения посадника Онаньи своей должности князь примирился с новгородцами. Следующим тысяцким после Клима в 1257 г. назначается Жирослав.

## Духовная грамота
Имеется духовная грамота Климента, по которой он завещал деньги и два села Юрьеву монастырю, по одному селу Калисту и Воину Андреевичу, а также некоторым лицам велел отдать по жеребцу, свинье и по другой живности, а также взять у его должников деньги. Эта грамота В. Л. Яниным датируется 1255—1257 гг. и Климент им отождествляется с тысяцким Климом. М. Н. Тихомиров считал Климента боярином и купцом. Боярином его называет и И. Я. Фроянов.